# Apostolos Papajeorjiu
Apostolos Papajeorjiu (gr. Απόστολος Παπαγεωργίου; ur. 17 grudnia 1906, zm. 9 września 1982) – grecki polityk, poseł do Parlamentu Europejskiego I Kadencji, należący do Frakcji „Niezrzeszonych”. W 1982 roku członek Komisji ds. Młodzieży, Kultury, Edukacji, Informacji i Sportu.